# Clopton Lloyd-Jones
Clopton Allen Lloyd-Jones, nato Lloyd Jones e comunemente chiamato Clopton Lloyd-Jones, CAL Jones o, più raramente, Clopton Jones (Hanwood, 12 novembre 1858 – Shrewsbury, 7 marzo 1918), è stato un crickettista e calciatore britannico, di ruolo attaccante.

## Biografia
Era il figlio più piccolo di Charles Lloyd Jones, nato nel 1828 e morto nel 1901, scudiero del villaggio di Hanwood (a circa tre miglia da Shrewsbury), dove Clopton venne partorito. Quest'ultimo, come il padre, fu registrato all'anagrafe come Lloyd Jones, e non Lloyd-Jones, ma il suo nome viene riportato quasi sempre con il trattino. Entrambi i suoi genitori erano gallesi.

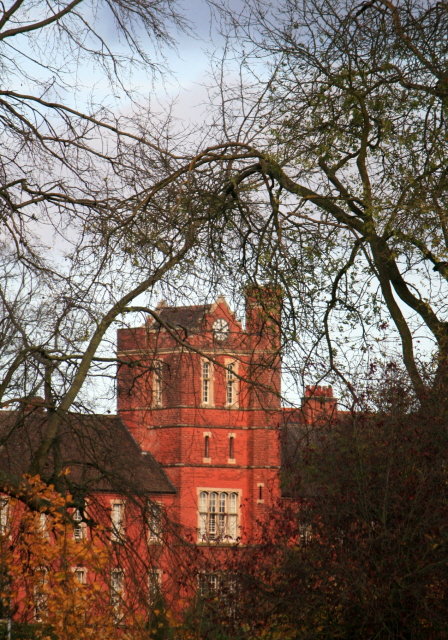
Il Trent College.

Studiò al Trent College fino al 1875. Nonostante nel Natale del 1874 avesse passato gli esami per l'Università di Cambridge, decise di non entrarvi. Lavorò come agente di cambio dell'indaco a Londra (come si può notare nel censimento del 1881); in seguito divenne allibratore a Shrewsbury (censimenti del 1891, 1901 e 1911).

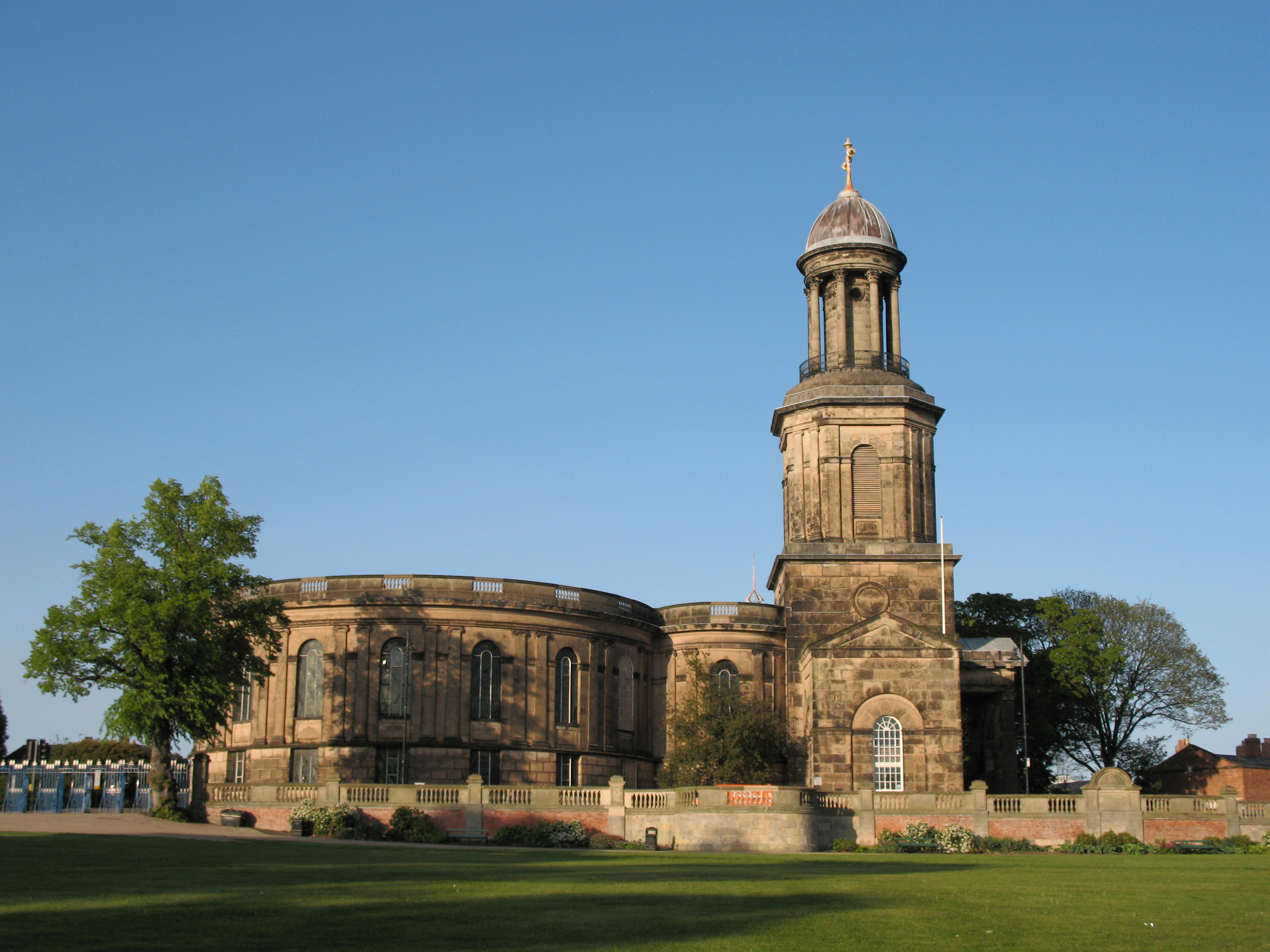
La chiesa di san Chad a Shrewsbury

Il 30 ottobre 1894 sposò, nella chiesa di san Chad a Shrewsbury, Sarah Emma Catherine (anche conosciuta come Lily), figlia di un muratore di nome Robert Everall. La coppia ebbe quattro figli.

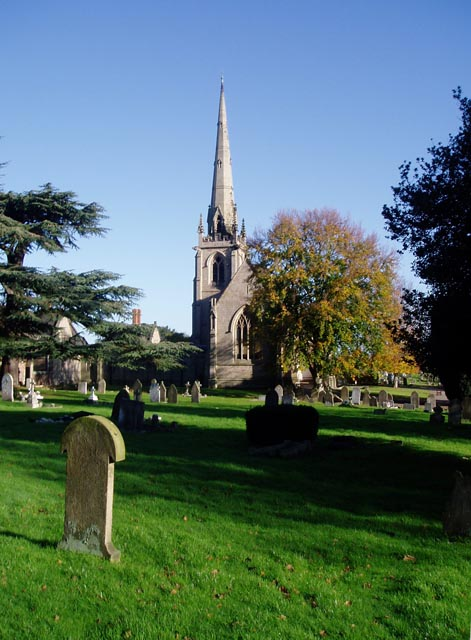
Il cimitero di Shrewsbury.

Morì a Shrewsbury il 7 marzo 1918, all'età di 59 anni, dopo aver sofferto per un cancro alla vescica, che venne descritto come una "lunga e dolorosa malattia". Fu sepolto due giorni dopo nel cimitero cittadino; sulla sua lapide si può leggere il motto in italiano "Godi, tu che vinci".

## Carriera
Ha legato la sua carriera al Clapham Rovers Football Club; con la squadra ha trionfato nella finale della FA Cup del 1880, segnando il goal vittoria della partita, terminata 1-0, contro l'Oxford University Association Football Club.

## Palmarès
- Coppa d'Inghilterra: 1

Clapham Rovers: 1879-1880